# Franco Marini

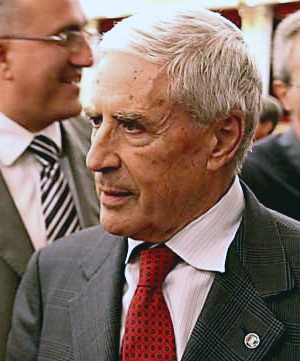
Franco Marini

Franco Marini  (San Pio delle Camere, 9 april 1933 – Rome, 9 februari 2021) was een Italiaans vakbondsbestuurder en politicus.

## Carrière
Na een studie rechten werd hij leerling van Giulio Pastore, leider van de christelijke vakbond CISL waarvan hij in 1985 nationaal secretaris werd tot maart 1991. 
Van	12 april 1991 – 28 juni 1992 minister van sociale zaken en werkgelegenheid in het kabinet Giulio Andreotti.
Het secretariaat van de Partito Popolare beheerde hij van januari 1997 tot oktober 1999. Begin 21e eeuw stapte hij over naar de Partito Democratico en werd gekozen tot senaatsvoorzitter eind april 2006 wat hij twee jaar bleef.
Op 17 april 2013 is hij als kandidaatsstaatshoofd naar voren geschoven. Een dag later wist hij ruim 500 van de benodigde 672 stemmen te vergaren, maar is het niet geworden.
Marini overleed op 87-jarige leeftijd aan de gevolgen van COVID-19.